# Демократска партија (Италија)
Демократска странка (итал. Partito Democratico, PD) је политичка странка левог центра, претежно социјалдемократске и социјално-либералне оријентације у Италији.
ПД је основан 14. октобра 2007. године, као резултат уједињења две веће политичке странке:
- Демократе левице (итал. Democratici di Sinistra, DS), углавном социјалдемократске и социјалистичке оријентације;
- Бела Рада — Демократија је слобода (итал. La Margherita-Democrazia è Libertà), претежно социјално-либералне и лево-хришћанске оријентације.

Осим те две странке, Демократској странци се припојило још неколико мањих странака, које су све биле део коалиције L'Ulivo (Маслина).

## Историја
ПД је рођена као синтеза разног политичког порекла: 
- Демократе левице (социјалдемократе, демократски социјалисти)
- Демократија је слобода – Бела рада (социјални либерали, леви хришћани)
- Европски републикански покрет (социјални либерали);
- Италија Центра (либерали, демохришћани);
- Реформистичка алијанса (социјалдемократе);
- Демократски Републиканци (либерали);
- Демократска странка Југа (либерали);
- Пројекат Сардинија (социјалдемократе).

Из овог наследства ПД је оријентисана ка социјалдемократији и социјалном либерализму, хришћанској левици и екологизму.
Иако су првобитно били заинтересовани да се прикључе, у изградњи ПД-а нису учествовали Италијански Демократски Социјалисти и Италија вредности.
На европском нивоу, ПД је започела сарадњу са Партијом европских социјалиста и један је од оснивача Прогресивне алијансе социјалиста и демократа у Европском парламенту. На међународном плану од 2013. такође је међу оснивачима нове левичарске интернационалне организације под именом Прогресивна алијанса.
ПД је друга највећа италијанска странка и снажно је укорењена у Емилији-Ромањи, Тоскани, Умбрији, Маркама, Базиликати и Сардинији као и у деловима Венета и Ломбардије. 
ПД је створена 14. октобра 2007 путем примарних избора који су усагласили на демократски начин стварање странке.
Први секретар је био градоначелник Рима, Валтер Велтрони, који је поднео оставку 17. фебруара 2008. године, након изборног пораза у Сардинији. Привремено је изабран за секретара Дарио Франческини, који је међутим побеђен на изборима за секретаријат (25. октобар 2009) од стране Пјера Луиђија Берсанија.
Други истакнути лидер је био Романо Проди креатор коалиције левог центра L'Ulivo и бивши председник Савета министара Италије. Био је председник странке од њеног оснивања до 16. априла 2008 када је поднео оставку.
Међутим крајем октобра 2009. долази до раскола у ПД-у, након победе Пјер Луиђија Берсанија на изборима за секретаријат делови демохришћанске струје у ПД-у под вођством бившег лидера Беле Раде Франческа Рутелија, одлучују напуштање странке и новембра исте године расколници ће формирати нову центристичку странку, под именом Алијанса за Италију.
16. новембра 2011. ПД је подржао нову технократску владу др.Марија Монтија.
На парламентарним изборима 2013. ПД је направио коалицију „Италија опште добро“ заједно са Левицом екологијом слободом, Демократским центром и Социјалистичком партијом и кандидовала је свог секретара Берсанија за премијера. Коалиција је победила на изборима и добила је апсолутну већину мандата (345) у Дому посланика. У Сенату међутим није успела да добије довољну већину да би саставила владу.
Заједно са коалицијом десног центра у априлу 2013. ПД је саставила нову владу чији је премијер члан ПД-а Енрико Лета. 11. маја након Берсанијеве оставке Гуљелмо Епифани је изабран за новог секретар ПД-а.
8. децембра путем примарних избора Матео Ренци је изабран на место Епифанија и преузео лидерство у странци. 22. фебруара 2014. Ренци постаје нови премијер (и најмлађи у историји Италије) након што је Лета поднео оставку. У међувремену 27. фебруара ПД је постао званични члан Партије европских социјалиста и у Риму је одржан конгрес европских социјалиста.
Странку је од 2013. до 2018. године водио Матео Ренци, који је поднео оставку након пораза странке на општим изборима 2018. године.  Матео Орфини је председник, а избори за сектерара странке су одржавају у марту 2019. године.

## Лидери

### Секретари
| Секретар           | Период                                |
| ------------------ | ------------------------------------- |
| Валтер Велтрони    | 15. октобар 2007. — 17. фебруар 2009. |
| Дарио Франческини  | 21. фебруар 2009. — 24. октобар 2009. |
| Пјер Луиђи Берсани | 24. октобар 2009. — 11. мај 2013.     |
| Гуљелмо Епифани    | 11. мај 2013. — 15. децембар 2013.    |
| Матео Ренци        | 15. децембар 2013. — у функцији       |

### Председници
| Председник                            | Период                                |
| ------------------------------------- | ------------------------------------- |
| Романо Проди                          | 14. октобар 2007. — 16. април 2008.   |
| Рози Бинди                            | 7. новембар 2009. — 19. април 2013.   |
| Марина Серени и Иван Скалфарото (в.д) | 19. април 2013. — 15. децембар 2013.  |
| Ђани Куперло                          | 15. децембар 2013. — 21. јануар 2014. |
| Матео Орфини                          | 14. јун 2014. — у функцији            |

## Изборни резултати
| Демократска партија   | Гласови       | %          | Посланичка места |           |
| Избори 2008.          | Дом посланика | 12.092.998 | 33,2             | 211 / 630 |
| Сенат                 | 11.042.325    | 33,7       | 116 / 315        |           |
| Европски избори 2009. | 8.007.854     | 26,13      | 21 / 73          |           |
| Избори 2013.          | Дом посланика | 8.644.187  | 25,42            | 293 / 630 |
| Сенат                 | 8.400.255     | 27,43      | 108 / 315        |           |
| Европски избори 2014. | 11.203.231    | 40,81      | 31 / 73          |           |